# Чемпіонат Європи з легкої атлетики серед юнаків
Чемпіонат Європи з легкої атлетики серед юнаків — міжнародне змагання серед європейських спортсменів віком до 18 років, що проводиться раз на 2 роки Європейською легкоатлетичною асоціацією.
До участі в змаганнях допускаються спортсмени, яким в рік проведення чемпіонату виповнилося 17 років або менше. Строк проведення — початок липня. Змагання проходять впродовж 4 днів. Перший турнір відбувся 2016 року в Тбілісі.

## Історія
Довгий час в легкоатлетичному календарі не існувало міжнародних турнірів серед спортсменів юнацького віку. Першим великим турніром для цієї вікової групи став Європейський юнацький олімпійський фестиваль, що вперше був проведений у 1991 в Брюсселі та відтоді проводиться кожні два роки.
У 1998 під патронатом МОК в Москві пройшли Всесвітні юнацькі ігри. Вже через рік ІААФ провела перший чемпіонат світу серед юнаків в Бидгощі. Починаючи з 2010, з'явився ще один турнір для юних легкоатлетів — літні юнацькі Олімпійські ігри, що проходять раз на 4 роки.
Таким чином, залишились два незаповнених пробіли в системі юнацьких змагань — відсутність чемпіонатів Європи в цій категорії, а також відсутність турнірів для спортсменів віком до 18 років в роки проведення літніх Олімпійських ігор. Обидва вони були заповнені рішеннями Ради Європейської легкоатлетичної асоціації, прийнятими на її засіданні 13 квітня 2013 в Скоп'є. Так, було прийнято рішення про проведення чемпіонатів Європи з легкої атлетики серед юнаків, починаючи з 2016 з періодичністю раз на два роки. 3 травня 2014 Рада Європейської легкоатлетичної асоціації постановила, що перший чемпіонат відбудеться в Тбілісі.

## Чемпіонати
| № | Рік  | Місто            | Дати проведення | Арена змагань                    | Кількість дисциплін | Кількість учасників |
| - | ---- | ---------------- | --------------- | -------------------------------- | ------------------- | ------------------- |
| 1 | 2016 | Тбілісі          | 14-17 липня     | Легкоатлетичний стадіон          | 40                  | 900                 |
| 2 | 2018 | Дьєр             | 5-8 липня       | Радноти                          | 40                  | 1135                |
|   | 2021 | Рієті            | скасований      | скасований                       | скасований          | скасований          |
| 3 | 2022 | Єрусалим         | 4-7 липня       | Стадіон Єврейського університету | 40                  |                     |
| 4 | 2024 | Банська Бистриця | 18-21 липня     |                                  |                     |                     |
| 5 | 2026 | Рієті            |                 | Стадіон імені Рауля Гвідобальді  |                     |                     |

## Медальний залік
- Інформація наведена по чемпіонат-2018 включно.

| Місце                | Країна                     | Золото | Срібло | Бронза | Загалом |
| -------------------- | -------------------------- | ------ | ------ | ------ | ------- |
| 1                    | Велика Британія            | 11     | 6      | 5      | 22      |
| 2                    | Німеччина                  | 8      | 6      | 3      | 17      |
| 3                    | Італія                     | 7      | 7      | 4      | 18      |
| 4                    | Франція                    | 6      | 8      | 5      | 19      |
| 5                    | Білорусь                   | 5      | 3      | 1      | 9       |
| 6                    | Україна                    | 5      | 1      | 1      | 7       |
| 7                    | Іспанія                    | 3      | 6      | 4      | 13      |
| 8                    | Греція                     | 3      | 3      | 3      | 9       |
| 9                    | Норвегія                   | 3      | 2      | 3      | 8       |
| 10                   | Ірландія                   | 3      | 2      | 1      | 6       |
| 11                   | Туреччина                  | 2      | 6      | 3      | 11      |
| 12                   | Угорщина                   | 2      | 4      | 0      | 6       |
| 13                   | Швеція                     | 2      | 3      | 2      | 7       |
| 14                   | Польща                     | 2      | 2      | 7      | 11      |
| 14                   | Фінляндія                  | 2      | 2      | 7      | 11      |
| 16                   | Швейцарія                  | 2      | 2      | 1      | 5       |
| 17                   | Молдова                    | 2      | 2      | 0      | 4       |
| 18                   | Румунія                    | 2      | 1      | 4      | 7       |
| 19                   | Чехія                      | 2      | 1      | 3      | 6       |
| 20                   | Допущені нейтральні атлети | 2      | 0      | 2      | 4       |
| 21                   | Нідерланди                 | 1      | 2      | 3      | 6       |
| 22                   | Бельгія                    | 1      | 2      | 1      | 4       |
| 22                   | Латвія                     | 1      | 2      | 1      | 4       |
| 24                   | Ісландія                   | 1      | 0      | 1      | 2       |
| 24                   | Сербія                     | 1      | 0      | 1      | 2       |
| 26                   | Данія                      | 1      | 0      | 0      | 1       |
| 26                   | Кіпр                       | 1      | 0      | 0      | 1       |
| 28                   | Австрія                    | 0      | 2      | 4      | 6       |
| 29                   | Болгарія                   | 0      | 2      | 0      | 2       |
| 29                   | Словенія                   | 0      | 2      | 0      | 2       |
| 31                   | Литва                      | 0      | 1      | 0      | 1       |
| 32                   | Португалія                 | 0      | 0      | 3      | 3       |
| 33                   | Естонія                    | 0      | 0      | 2      | 2       |
| 33                   | Словаччина                 | 0      | 0      | 2      | 2       |
| 35                   | Азербайджан                | 0      | 0      | 1      | 1       |
| 35                   | Хорватія                   | 0      | 0      | 1      | 1       |
| Загалом (36 збірних) | Загалом (36 збірних)       | 81     | 80     | 79     | 240     |